# Український Крайовий Комітет
Український Крайовий Комітет (УКК) у Львові, створений німецькою владою у вересні 1941 як єдина українська леґальна суспільно-громадська установа в Галичині і представництво перед німцями; мав такий самий статут, як Український Центральний Комітет (УЦК) у Кракові (провідник Володимир Кубійович відмовився поширити діяльність УЦК на Галичину з уваги на її особливу політичну ситуацію).
Німецька влада затвердила головою УКК генерального секретаря Української Національної Ради К. Паньківського; заступником голови і діловим керівником був М. Добрянський-Демкович. У вересні-грудні 1941 УКК оформив свою організаційну структуру; почали працювати відділи: орг. (керівник М. Росляк, Микола Ценко), фінансовий (Ю. Савчак, Володимир Пушкар), правний (В. Лисий, М. Волошин), суспільної опіки (о. В. Лициняк, П. Саноцький), госп. (М. Бачинський, згодом М. Мазурик і П. Конюх), шкільний (3. Зелений), культ. праці (В. Зубрицький), молодіжний (С. Левицький), жін. (М. Біляк, М. Заячківська), опіки над полоненими (Т. Воробець, І. Черкавський), праці (І. Ткач), контрольний (Д. Квасниця).
Відповідно до німецького адміністративного поділу краю організовано Українські окружні комітети (УОК) і делеґатури, по селах діяли мужі довір'я.
УКК вважав за свої завдання: допомагати всім, що потерпіли від війни, охороняти українське населення від зловживань окупаційної влади, злагіднювати воєнно-господарські труднощі, максимально розширювати рамки своєї діяльності, щоб дати організаційну базу різним ділянкам національного життя; здобути якнайбільше впливу на ті державні органи, від яких залежало буття і добро українського населення.
Від початку УКК тісно співпрацював з УЦК. Діяльність УКК закінчилася в березні 1942, коли влада Генеральної Губернії ухвалила, що функції УКК перебере УЦК у Кракові. Голова УКК став заступником провідника УЦК.
Крім поточної діяльності, УКК восени 1941 сприяв поверненню радянських службовців на Наддніпрянську Україну, звільненню з полону вояків радянських армій з Галичини, організував допомогу полоненим у таборах; разом з УЦК допомагав голодуючому населенню Підкарпаття; організував громадські, заводські та шкільні їдальні; домігся згоди на заснування гімназій і професійних шкіл.